# Monumento a Campoamor (Madrid)

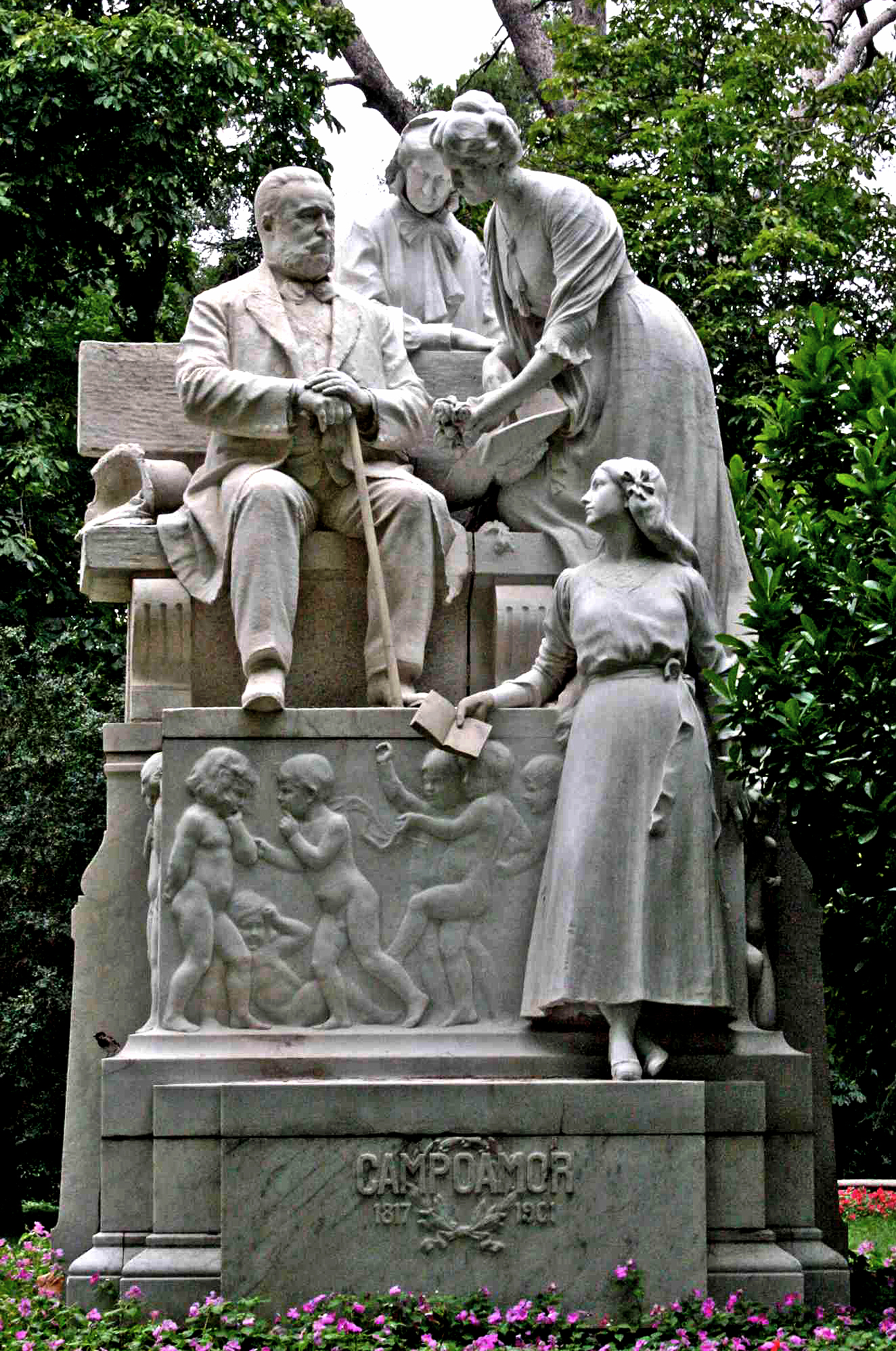

El monumento a Campoamor situado en Madrid se localiza en el parque del Retiro, en la avenida de Fernán Núñez. 
Esta escultura fue realizada por Lorenzo Coullaut-Valera e inaugurada el 18 de febrero de 1914 siendo ésta realizada en mármol y bronce, con unas dimensiones de 4 m de altura y 2,36 m de anchura. La escultura representa una alegoría teniendo al poeta Ramón de Campoamor sentado junto con tres figuras femeninas que representan las tres etapas de la vida (juventud, madurez y senectud).